# Pennella sagitta
Pennella sagitta is een eenoogkreeftjessoort uit de familie Pennellidae. De wetenschappelijke naam van de soort is gepubliceerd als Pennatula sagitta in 1758 door Linnaeus in de tiende editie van Systema naturae.